# Richtlinie 2006/7/EG (Badegewässerrichtlinie)

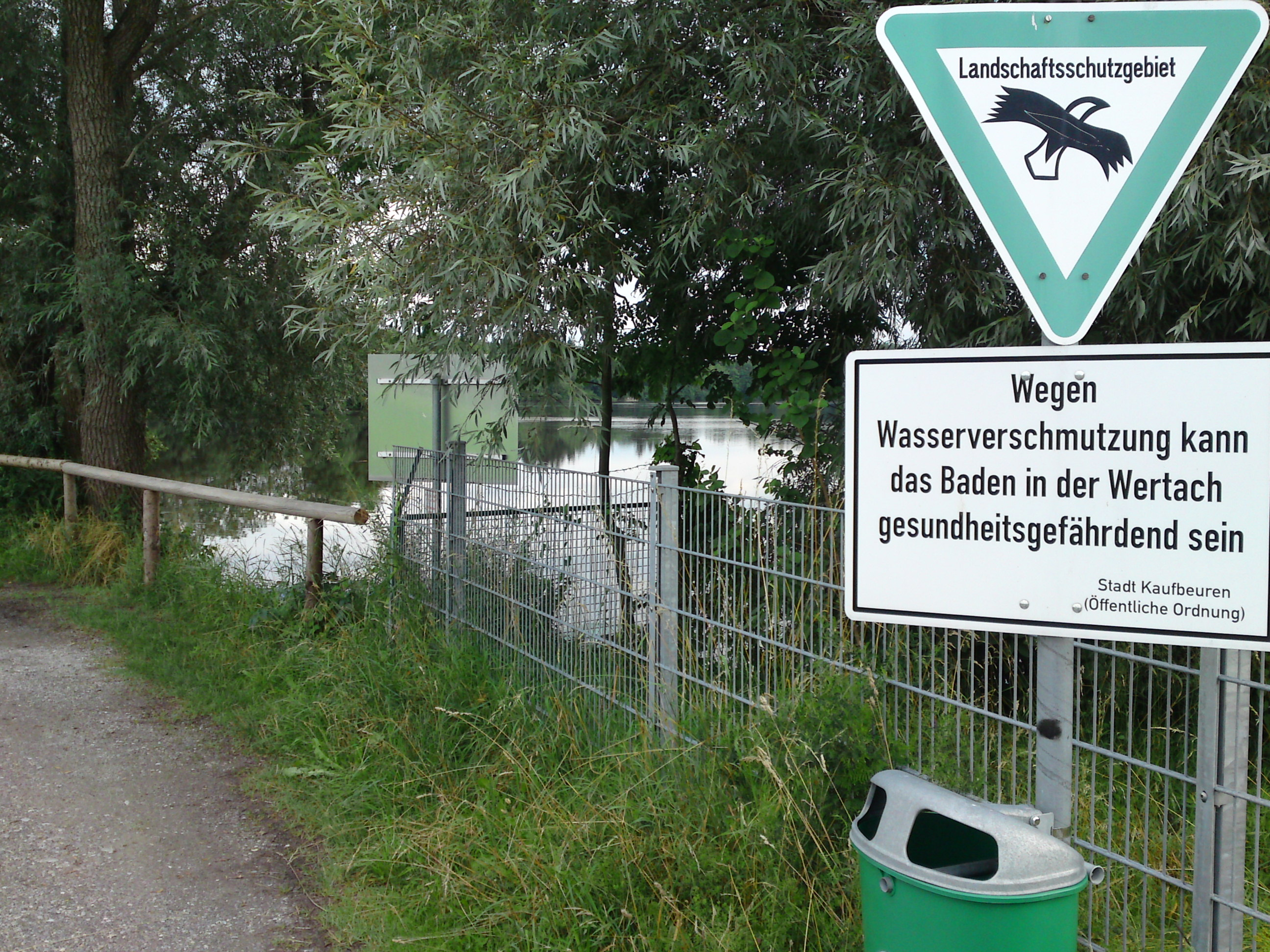
Warnung vor Gesundheitsgefahr durch verschmutztes Wasser im Landschaftsschutzgebiet Bärensee bei Kaufbeuren

Die EU-Richtlinie 2006/7/EG, auch Badegewässerrichtlinie ist eine Richtlinie der Europäischen Gemeinschaft, die die Mindestanforderungen an die Qualität der Badegewässer und deren Bewirtschaftung für die Mitgliedsstaaten vorschreibt.
Die korrekte deutsche Beschreibung der Richtlinie lautet RICHTLINIE 2006/7/EG DES EUROPÄISCHEN PARLAMENTS UND DES RATES vom 15. Februar 2006 über die Qualität der Badegewässer und deren Bewirtschaftung und zur Aufhebung der Richtlinie 76/160/EWG. Geläufig ist die Bezeichnung Badegewässerrichtlinie oder EU-Badegewässerrichtlinie.

## Geltungsbereich und Geschichte
Die Richtlinie gilt ausschließlich für Gewässer, die nicht künstlich vom Grundwasserleiter getrennt wurden. Sie findet also bei Schwimmteichen keine Anwendung. Der Begriff EU-Badegewässer wird für Badestellen verwendet, die der EU als offizielle Badestellen gemeldet sind und an denen per Definition mit einer großen Anzahl von Badenden zu rechnen ist. Damit unterliegen sie den Vorschriften dieser Richtlinie bzw. den entsprechenden Gesetzlichkeiten des Mitgliedsstaates.
Die Neufassung der Richtlinie war notwendig, da sich seit der Veröffentlichung der Vorgängerrichtlinie (Richtlinie 76/160/EWG) Erkenntnisse hinsichtlich der notwendigen mikrobiologischen Beschaffenheit ergeben haben und genauere und spezifischere Untersuchungsverfahren zur Verfügung stehen. So wurden die Parameter Escherichia coli und Intestinale Enterokokken als Indikatoren einer fäkalen Verschmutzung des Badegewässers eingeführt. Ferner sind durch die zuständigen Behörden sogenannten Badegewässerprofile zu erstellen. Hierbei sind alle Faktoren zu berücksichtigen, die eine nachteilige Beeinflussung des Badegewässers beinhalten, z. B. die Einleitung von Abwässern oder das Vorkommen von Blaualgen. Neu in der aktuellen Fassung ist auch, dass die Mitgliedsstaaten im Einklang mit der Wasserrahmenrichtlinie Bewirtschaftungsmaßnahmen zur Verbesserung der Wasserqualität treffen müssen. Auch die Verpflichtung zur Information der Öffentlichkeit über die Badegewässerqualität und mögliche gesundheitliche Risiken sind in der Richtlinie verankert.

## Untersuchungsverfahren
Das mikrobiologische Untersuchungsverfahren basiert in der Regel auf dem MPN-Verfahren für die Parameter Escherichia coli und Intestinale Enterokokken. Der Nachweis dieser Keime ist ein Indiz, dass eine Verschmutzung des Badegewässers durch Fäkalien stattgefunden hat, bzw. stattfindet.

## Bestimmung der Badewasserqualität

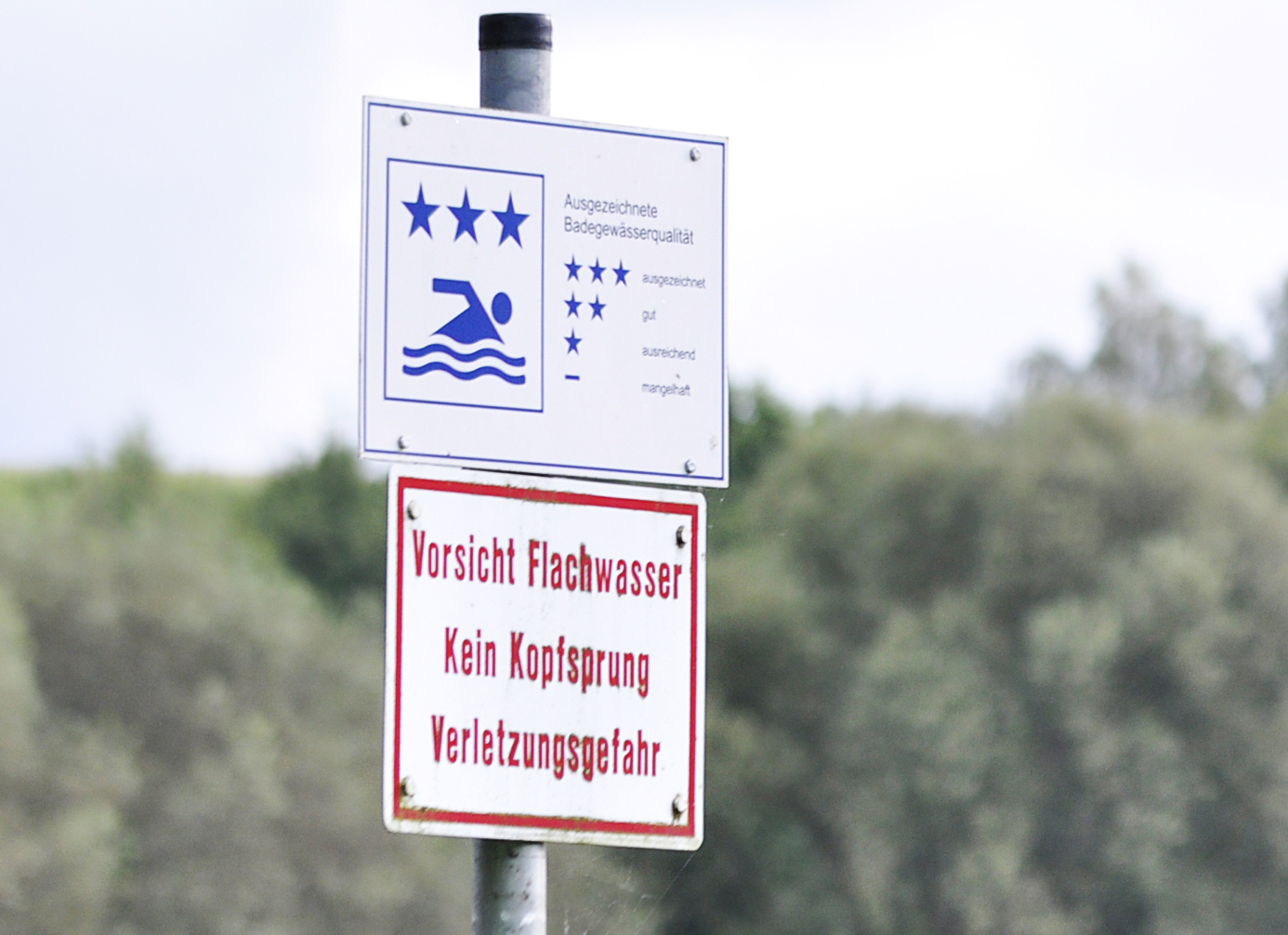
Beschilderung am Wendebach-Stausee bei Göttingen mit Gefahrenhinweisen und Angabe der Badewasserqualität

Auf der Basis der Ergebnisse der vergangenen vier Badesaisonen, mindestens jedoch 16 Proben, wird mit Hilfe einer Perzentilberechnung die Qualität bestimmt, unterschieden nach Binnengewässern und Küsten- bzw. Übergangsgewässern:

### Binnengewässer
| Parameter                | Ausgezeichnete Qualität | Gute Qualität | Ausreichende Qualität |
| ------------------------ | ----------------------- | ------------- | --------------------- |
| Intestinale Enterokokken | 200*                    | 400*          | 330**                 |
| Escherichia Coli         | 500*                    | 1000*         | 900**                 |

(*) Auf der Grundlage einer 95-Perzentil-Bewertung.
(**) Auf der Grundlage einer 90-Perzentil-Bewertung.

### Küsten- und Übergangsgewässer
| Parameter                | Ausgezeichnete Qualität | Gute Qualität | Ausreichende Qualität |
| ------------------------ | ----------------------- | ------------- | --------------------- |
| Intestinale Enterokokken | 100*                    | 200*          | 185**                 |
| Escherichia Coli         | 250*                    | 500*          | 500**                 |

(*) auf der Grundlage einer 95-Perzentil-Bewertung, (**) auf der Grundlage einer 90-Perzentil-Bewertung

## Badegewässerprofile
Das Badegewässerprofil umfasst
- eine Beschreibung der relevanten physikalischen, geografischen und hydrologischen Eigenschaften des Badegewässers und anderer Oberflächengewässer im Einzugsgebiet des betreffenden Badegewässers, die eine Verschmutzungsquelle sein könnten;
- eine Ermittlung und Bewertung aller Verschmutzungsursachen, die das Badegewässer und die Gesundheit der Badenden beeinträchtigen könnten;
- eine Bewertung der Gefahr der Massenvermehrung von Cyanobakterien;
- eine Bewertung der Gefahr der Massenvermehrung von Makroalgen und/oder Phytoplankton;
- Angaben, sofern die Gefahr einer kurzzeitigen Verschmutzung gegeben ist, hinsichtlich Art, Häufigkeit und Dauer der erwarteten kurzzeitigen Verschmutzung, sowie Angaben zu sonstigen Verschmutzungsursachen einschließlich ergriffener Maßnahmen zu deren Beseitigung;
- die Lage der Überwachungsstelle.

## Information der Öffentlichkeit
Die Öffentlichkeit muss unmittelbar und unverzüglich über die Qualität des Badegewässers unterrichtet werden. Dieses ist einerseits über elektronische Medien (Internet) möglich, andererseits muss an jeder EU-Badestelle diese Information zugänglich sein. Auch Informationen allgemeiner Art sind enthalten, etwa über das Vorkommen von Blaualgen oder Zerkarien, als auch eine Beschreibung der Gefahr einer kurzzeitigen Verschmutzung, zum Beispiel in Zusammenhang mit Starkregen einschließlich einer Prognose über die Dauer der Verschmutzung. Ebenso darf die Angabe der Kontaktdaten der zuständigen Überwachungsbehörde (i. d. R. die Gesundheitsämter) nicht fehlen.

## Probleme in der Umsetzung
Schwierigkeiten können sich ergeben, wenn die Zielsetzung der EU-Richtlinie mit der rechtlichen Praxis in einzelnen Ländern kollidiert. Die EU-Richtlinie in Artikel 1 (2) zielt darauf ab, "die Umwelt zu erhalten und zu schützen, ihre Qualität zu verbessern und die Gesundheit des Menschen zu schützen", was die Schlussfolgerung zulässt, dass diejenigen Gewässer überwacht werden sollen, an denen viele Menschen baden. Jedoch können länderspezifische Definitionen regional dazu führen, dass das Baden auf dem Papier sehr leicht verboten werden kann und folglich an Seen, in denen viele Menschen baden, keine Überwachung stattfindet.
So ist beispielsweise nach den Landeswassergesetzen in Hessen, Niedersachsen und Sachsen-Anhalt das Baden in stehenden Gewässern nicht grundsätzlich erlaubt und ein entsprechendes offizielles Badeverbot an einem stark frequentierten Badesee leicht auszusprechen. Durchgesetzt werden diese Verbote zwar nicht, aber da ein mit Badeverbot belegter See nach Artikel 1 (3) der EU-Richtlinie nicht als Badesee definiert wird, führt dies dazu, dass sich die Behörden an stark frequentierten Badeseen wie dem Cluvenhagener See bei Verden oder dem Rosdorfer Baggersee bei Göttingen der Umsetzung der Richtlinie entziehen können. Als Begründung für solche Verbote wird mancherorts ganz direkt die daraus resultierende Kostenersparnis genannt.